# Aloe ibitiensis
Aloe ibitiensis ist eine Pflanzenart der Gattung der Aloen in der Unterfamilie der Affodillgewächse (Asphodeloideae). Das Artepitheton ibitiensis verweist auf das Vorkommen der Art auf dem Berg Ibity auf Madagaskar.

## Beschreibung

### Vegetative Merkmale
Aloe ibitiensis wächst stammlos und in der Regel einfach. Die lanzettlich spitzen Laubblätter bilden dichte Rosetten. Die gelblichgrüne bis olivgrüne, auffallend liniert-gestreifte Blattspreite ist 25 bis 30 Zentimeter lang und 7 Zentimeter breit. Die festen, bleichgelben Zähne am Blattrand sind 1 bis 2 Millimeter lang und stehen 3 bis 5 Millimeter voneinander entfernt.

### Blütenstände und Blüten
Der Blütenstand besteht aus zwei bis vier Zweigen und erreicht eine Länge von etwa 80 Zentimeter. Die ziemlich dichten, zylindrisch spitz zulaufenden Trauben sind 25 Zentimeter lang und 5 Zentimeter breit. Die eiförmig-spitzen Brakteen weisen eine Länge von 4 bis 7 Millimeter auf und sind 2 bis 3 Millimeter breit. Die scharlachroten Blüten stehen an 14 Millimeter langen Blütenstielen. Die Blüten sind 26 Millimeter lang und an ihrer Basis verschmälert. Auf Höhe des Fruchtknotens weisen die Blüten einen Durchmesser von 4 bis 5 Millimeter auf. Darüber sind sie erweitert. Ihre äußeren Perigonblätter sind auf einer Länge von 9 Millimetern nicht miteinander verwachsen. Die Staubblätter und der Griffel ragen kaum aus der Blüte heraus.

### Genetik
Die Chromosomenzahl beträgt {\displaystyle 2n=14}.

## Systematik und Verbreitung
Aloe ibitiensis ist in Zentral-Madagaskar auf Quarzitklippen und Zinnen in Höhen von 1200 bis 2000 Metern verbreitet.
Die Erstbeschreibung durch Henri Perrier de La Bâthie wurde 1926 veröffentlicht. Synonyme sind Aloe ibitiensis hort. (ohne Jahr, nom. inval. ICBN-Artikel 61.1), Aloe itremensis Reynolds (1955), Aloe cremersii Lavranos (1974) und Aloe saronarae Lavranos & T.A.McCoy (2006).

## Nachweise